# Konwencja berneńska o ochronie dzieł literackich i artystycznych

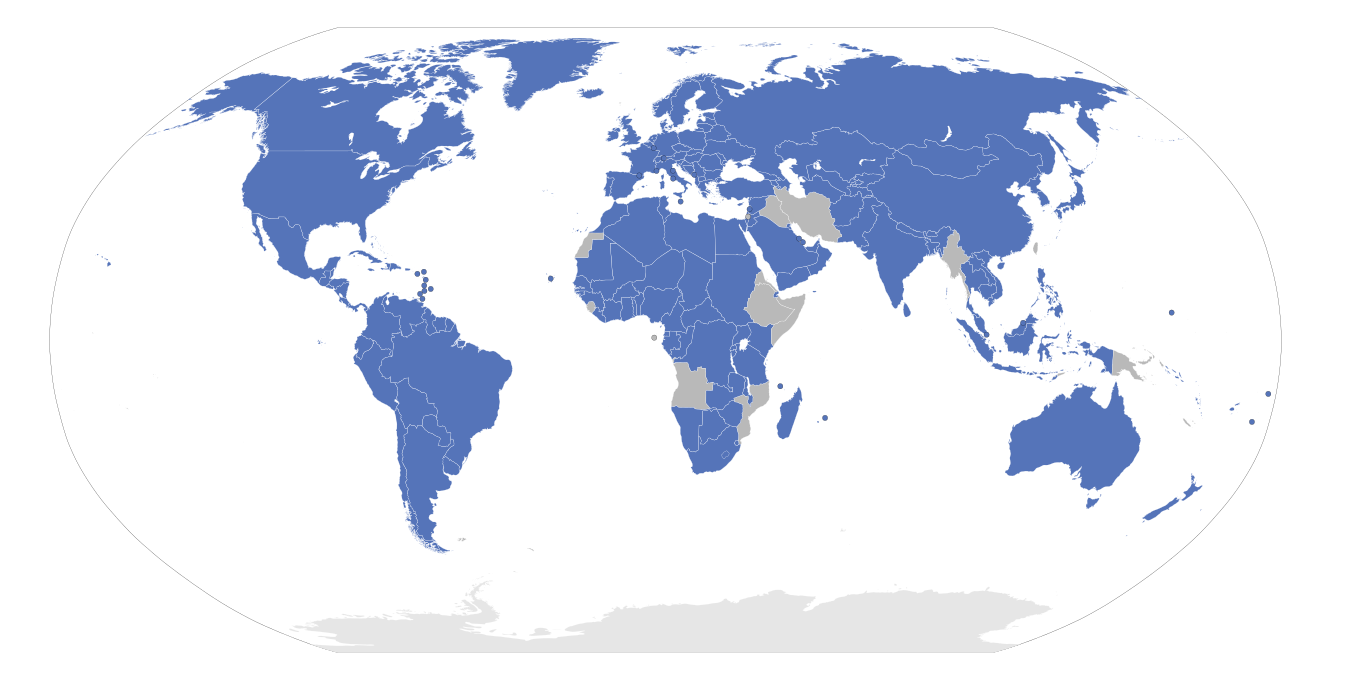
Państwa ratyfikujące konwencję berneńską (na niebiesko).

Konwencja berneńska o ochronie dzieł literackich i artystycznych (zwana też konwencją berneńską) – umowa międzynarodowa zawarta w Bernie 9 września 1886.
Była to pierwsza umowa w sprawie respektowania praw autorskich pomiędzy suwerennymi krajami. Powstała z inspiracji Wiktora Hugo. Przed jej podpisaniem utwory i dzieła literackie powstałe w jednym kraju, mimo że były chronione w nim prawem autorskim, nie były chronione żadnymi prawami w innych krajach. Konwencja była wielokrotnie uzupełniana i rewidowana, ostatnio w Paryżu w 1971, a ostatnie poprawki wprowadzono 28 września 1979.
Konwencja berneńska oparta jest na dwóch podstawowych zasadach:
- zasada minimum ochrony – sygnatariusze muszą zapewnić w krajowym prawie wewnętrznym przynajmniej taką ochronę praw autorskich, jaką przewidują postanowienia konwencji,
- zasada asymilacji – twórca z innego kraju musi być traktowany na równi z obywatelami danego kraju członkowskiego.

Generalnie, minimalny czas trwania ochrony przyznanej konwencją (...) obejmuje życie autora i pięćdziesiąt lat po jego śmierci (art. 7 ust. 1). W każdym wypadku okres trwania ochrony będzie regulowany przez prawo państwa, w którym żąda się ochrony; jeżeli jednak ustawodawstwo tego państwa nie stanowi inaczej, okres ten nie będzie dłuższy od okresu ustalonego w państwie pochodzenia dzieła (art. 7 ust. 8).
Zgodnie z konwencją ochrona praw autorskich jest automatyczna, nie jest wymagana żadna rejestracja, ani umieszczanie noty o prawach autorskich czy też znaczka ©.
Art. 10 określa prawo cytatu.
Polska ratyfikowała umowę w 1934 w tzw. redakcji rzymskiej z 2 czerwca 1928, a obecnie jest stroną konwencji w ostatniej redakcji paryskiej. Sygnatariuszami konwencji od kwietnia 2007 są 163 państwa. W 2019 r. 177 państw : lista stron (ang.). Depozytariuszem obecnie jest Dyrektor Generalny WIPO (art. 26), początkowo była nim Szwajcarska Rada Związkowa. Język autentyczny: francuski (art. 37).
Do rozpatrywania sporów właściwy jest Międzynarodowy Trybunał Sprawiedliwości, chyba że strony wybiorą inny tryb postępowania (art. 33).